# Центнер, Лео
Лео Центнер (19 декабря 1864 — 3 апреля 1961, Листаль) — швейцарский натуралист и энтомолог. В его честь назван род малагасийских многоножек Zehntnerobolus, а также таксоны с эпитетом zehntneri, например, кактус Quiabentia zehntneri.

## Биография
Был сыном врача Иоганна Ульриха Центнера. Учился в Базеле и Берне. После получения степени доктора философии в 1890 году стал ассистентом Анри де Соссюра. С 1894 по 1902 год занимался исследованием мер борьбы с вредителями сахарного тростника и какао на Яве. С 1906 по 1918 год возглавлял сельскохозяйственный институт штата Баия в Бразилии. Там учёный открыл шесть новых видов растений. В 1920 году вернулся в Европу. В 1926—1941 годы был мэром своего родного города Райгольдсвиля.